# الدرع الخيرية 1968
الدرع الخيرية 1968 (بالإنجليزية: 1968 FA Charity Shield)‏ هو موسم من الدرع الخيرية. أقيم بتاريخ 3 أغسطس 1968، وفاز فيه مانشستر سيتي.